# BDŽ-Serie 3000
Die Fahrzeuge der Serie 3000 (ab 1936 als Baureihe 49 eingeordnet) waren Güterzug-Tenderlokomotiven der bulgarischen Staatsbahn Bălgarski Dăržavni Železnici (BDŽ) mit der Achsfolge E. Die BDŽ beschaffte 1917 in einer Serie 15 Lokomotiven bei Hanomag mit den Fabriknummern 7903–7917 und 10 Lokomotiven bei BMAG mit den Fabriknummern 6270–6279 dieser Baureihe. Sie waren von der BDŽ-Serie 500 abgeleitet und waren bis 1978 im Einsatz.
Eine Lokomotive von Hanomag (49.02) ist in Asenowo und eine Lokomotive von BMAG (49.19) ist in Sofia erhalten geblieben.

## Geschichte

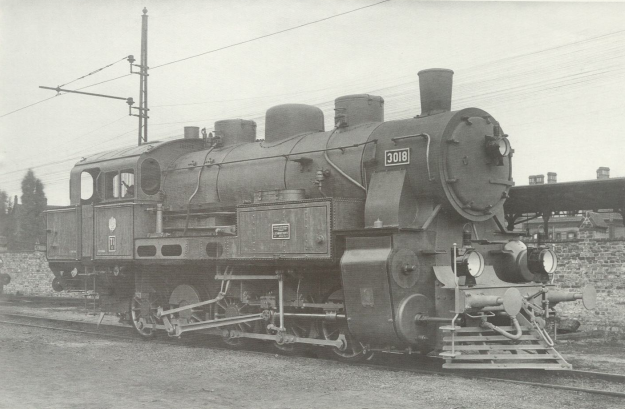
BDZ 3018 Bauform BMAG auf einem Werkfoto von BMAG

Die Lokomotiven entstanden im Ersten Weltkrieg für die BDŽ. Sie waren analog der Güterzug-Lokomotiven der Serie 500 als Verbundlokomotiven mit zwei Zylindern ausgeführt. Auf der Heizerseite lag der Niederdruckzylinder, der mit 850 mm gegenüber dem Hochdruckzylinder mit 580 mm ausgeführt war. Die Lokomotiven von Hanomag erhielten die Betriebsnummern 3001–3015, die von BMAG die Betriebsnummern 3016–3025.
Die Lokomotiven beider Firmen unterschieden sich dadurch, dass die der BMAG einen Aufsatz auf dem Wasserkasten besaßen, wodurch sich der Wasserkasteninhalt um 2 m³ erhöhte. Gleichzeitig erhöhte sich dadurch die Gesamtmasse und die Achslast. Von der BDŽ wurden die Wasserkastenaufsätze von Hanomag abgelehnt, da sie die Sicht des Lokpersonals verschlechterten.
Alle Lokomotiven waren für den Dienst auf Rampen als Schiebe- und Vorspanntriebfahrzeug vorgesehen. Bereits 1924 war die Lok 3012 in einen schweren Unfall verwickelt, in dessen Folge sie ausgemustert werden musste.

### BDŽ 49.01–25
Ab 1936 wurde die Nummerierung geändert. Aus den 3001–3025 wurde die Baureihe 49 mit den Ordnungsnummern 01 bis 25. Konstruktive Änderungen in dieser Zeit waren der Ersatz der Luftsaugbremse durch eine Druckluftbremse und die Ausrüstung mit einer elektrischen Beleuchtung mit Turbogenerator. Die Dampfpfeife wurde von der ursprünglichen Platzierung auf dem Führerhausdach an die Rauchkammer neben dem Schornstein versetzt. Zahlreiche Lokomotiven waren an die Staatlichen Kohlebergwerke in Pernik vermietet. Die Lieferung der sechsachsigen Baureihen 4000 und 46 bewirkte, dass spätestens 1945 die letzten Lokomotiven der Reihe 49 in den Rangierdienst versetzt wurden.
Die Lokomotiven erreichten ein Lebensalter von etwa 55 Jahren. Mit der Lieferung der dieselhydraulischen Lokomotiven der Reihe 55 konnten sie ab 1969 abgelöst werden.
Eine Lokomotive von Hanomag (49.02) war in Asenowo und eine Lokomotive von BMAG (49.19) in Sofia in verfallenem Zustand erhalten (Stand 2017). Die 49.24, die auch als Museumslokomotive reserviert war, wurde in der Zwischenzeit verschrottet.

## Technik
Die Lokomotiven wiesen einen T-förmig ausgebildeten Wasserkastenrahmen aus, bei dem Ausschnitte für die Wartung der Steuerung und der Feuerbüchse vorhanden waren. Im Rahmen waren die zweite und vierte Achse fest gelagert, die erste, dritte und fünfte hatten einen Ausschlag von ±26 mm. Die vierte Achse war die Treibachse. Das erforderte eine lange Kolbenstange, und auch der Kreuzkopf musste in die Ebene der zweiten Achse versetzt werden, um die Treibstange nicht übermäßig lang zu gestalten.
Diese Veränderung wurden vorgenommen, um viele Bauteile von der BDŽ-Serie 500 zu verwenden. Von dieser stammte der zweischüssige Kessel. Auf dem ersten Schuss war der vordere Sanddom platziert, von ihm konnte die erste Achse von vorn gesandet werden. Auf dem zweiten Schuss saß der Dampfdom. Auf dem Hinterkessel war der hintere Sandkasten platziert, von ihm konnte die hintere Achse von hinten gesandet werden. Das Triebwerk war als Zweizylinder-Verbundtriebwerk wie bei der BDŽ-Serie 500 ausgeführt. Zur Ausrüstung gehörten ferner Strahlpumpe und Schmierpumpe von Friedmann, Sicherheitsventil und ursprünglich eine Luftsaugbremse, die später durch eine Druckluftbremse ersetzt wurde. Bei beiden Lieferungen waren ursprünglich Kuhfänger angebracht, die später entfernt wurden.